# Bernard Dujon
Bernard Dujon (né le 8 août 1947 à Meudon (Hauts-de-Seine)) est un généticien français. Il est professeur émérite à Sorbonne Université et à l’Institut Pasteur depuis 2015. Il est membre de l'Académie des sciences.

## Formation et carrière
Après un baccalauréat Série Sciences expérimentales (1965), il est admis 1er au concours D, de l’École normale supérieure de la rue d'Ulm (1966).
Après une maîtrise de génétique à l'université Pierre-et-Marie-Curie, Paris (1968), il soutient un Diplôme d'études approfondies (DEA) de génétique approfondie, université Pierre-et-Marie-Curie, Paris (1969) puis un doctorat ès sciences naturelles, spécialité génétique, université Pierre-et-Marie-Curie, Paris, (1976).
Il fut élève fonctionnaire stagiaire à l’École normale supérieure de 1966 à 1970, puis stagiaire, attaché, chargé, puis maître de recherches au CNRS de 1970 à 1983.
Parmi ses fonctions occupées durant sa carrière, il convient également de noter :
- Professeur à l’université Pierre-et-Marie-Curie (1983-2015)
- Maître de conférence à temps partiel à l’École polytechnique (1984-1988)
- Chef de laboratoire (1989-1992), puis professeur à l’Institut Pasteur (1993-2015)[3]
- Membre senior de l’Institut universitaire de France (1997-2011)[4]
- Directeur général adjoint scientifique de l’Institut Pasteur (2006-2008).

## Œuvre scientifique
Les travaux scientifiques de Bernard Dujon portent sur le matériel génétique des organismes eucaryotes, son organisation, sa dynamique, son fonctionnement et son évolution.  L'essentiel de ses travaux a été réalisé en utilisant les levures, en particulier la levure de boulangerie Saccharomyces cerevisiae, comme matériel expérimental. D’autres levures pathogènes pour l’homme ou importantes pour les biotechnologies ont également été étudiées.
Au début des années 1970, à l'aide de méthodes purement génétiques comme l'isolement de mutants et l'analyse des croisements, Bernard Dujon s'est d'abord attaché à décrire les premières règles de l'hérédité mitochondriale. Ces règles ont montré leur intérêt dans les phénomènes d'hérédité mitochondriale chez l'homme et les pathologies associées. C'est en analysant le génome mitochondrial de levure que son attention s'est rapidement porté sur les introns ce qui devait l'amener quelques années plus tard et par des chemins complexes à la distinction entre introns de groupe I et de groupe II, à leur caractérisation et à la découverte des endonucléases introniques ou homing-endonucleases ,,. Les introns sont des éléments internes aux gènes qui jouent un grand rôle dans leur fonctionnement et leur évolution. Après transcription en ARN, les réactions d'épissage séparent les introns des séquences qui les flanquent, appelés exons, qui, elles, se réassocient pour former le produit final du gène. Tout cela ne fut découvert qu'à la fin des années 1970 grâce aux méthodes naissantes de l'ADN recombinant et à de très nombreux travaux. C'est une "anomalie" héréditaire repérée dans les croisements de levure qui devait conduire Bernard Dujon à découvrir que certains introns mitochondriaux codent des endonucléases spécifiques de très longues séquences d’ADN et qui sont responsables de la propagation rapide de ces introns dans les génomes, un phénomène appelé intron-homing,. Aujourd’hui, on connaît plusieurs dizaines de homing-endonucleases site-spécifique qui, dans le prolongement des premiers essais de Bernard Dujon avec son endonucléase I-Sce I sur la levure, les plantes ou les cellules animales, ont fourni les premiers outils pour l’ingénierie des génomes in vivo,.
Au milieu des années 1980, les progrès des techniques de clonage et de séquençage de l'ADN permettaient d'envisager la cartographie et le séquençage de génomes entiers de taille rapidement croissante. C'est la levure Saccharomyces cerevisiae, organisme modèle de choix des généticiens en même temps qu'outil de biotechnologies, qui fut le premier organisme eucaryote entièrement séquencé grâce à une collaboration internationale initiée par la communauté européenne. Bernard Dujon a participé à cette entreprise dès ses débuts, coordonnant le séquençage et la cartographie de plusieurs chromosomes. La séquence de la levure, publiée en 1996, ouvrait une ère nouvelle car on découvrait, dans un organisme modèle pourtant très étudié, un très grand nombre de gènes dont les fonctions restaient totalement inconnues et les séquences ne révélaient pas d'homologues,. L'existence de ces "orphelins", qui reste une propriété de tous les génomes séquencés jusqu'à maintenant, associée à d'autres propriétés du génome de la levure, comme sa redondance élevée, sa compacité et l'efficacité de la recombinaison homologue, ont fait de cet organisme l'un des prototypes des recherches en “génomique fonctionnelle”.
À la fin des années 1990, l'accélération des méthodes de séquençage de l'ADN et les progrès des analyses in silico des génomes, conduisaient Bernard Dujon, avec la collaboration d'autres laboratoires français, à développer une “génomique évolutive” des génomes eucaryotes en comparant les génomes de plusieurs espèces de levures du groupe des Hémiascomycètes . Contrairement à ce que suggèrent leurs similarités morphologiques, ces levures révèlent, au niveau de leurs génomes, de grandes distances évolutives entre elles,. Leur comparaison permet d'élaborer des théories nouvelles sur les mécanismes moléculaires d’évolution des génomes eucaryotes qui, grâce à la puissance de la génétique chez S. cerevisiae, peuvent être directement soumises à l'expérimentation. En combinant l'analyse comparative des génomes dans un phylum évolutif déterminé, celui des Hémiascomycètes, avec les approches expérimentales permises par ces levures, Bernard Dujon s'est intéressé aux mécanismes qui gouvernent l'évolution des génomes eucaryotes, tels que la formation et la perte des gènes, les échanges génétiques horizontaux et les mécanismes d’altérations massives des chromosomes résultant d’accidents de la réplication de l’ADN dans les cellules placées en conditions de stress.
Bernard Dujon est également l'auteur d'un livre de vulgarisation sur la génétique.

## Honneurs et distinctions

### Membre de sociétés savantes
- Membre de la Société française de génétique (vice-président)
- Membre de la Genetic Society of America (emeritus)
- Membre de l’EMBO (depuis 1988)
- Membre de l'Academia Europaea (depuis 2000)
- Membre de l'Académie des sciences (depuis 2002)[23]
- Membre de Faculty of 1000, (2011)[24]
- Membre de la National Academy of Inventors, États-Unis (2017)[25]

### Prix
- Lauréat du Concours général (1965)
- Prix Thérèse-Lebrasseur de la Fondation de France (1991)
- Prix René-et-Andrée-Duquesne (2009)
- Docteur honoris causa, université de Pérouse, Italie (2016)

### Décorations
- Chevalier de la Légion d'honneur (2000)
- Officier de l'ordre national du Mérite (2014)
- Chevalier de l'ordre des Palmes académiques (2018)